# DER Touristik Deutschland
Die DER Touristik Deutschland GmbH (vormals: DER Touristik Köln) mit Sitz in Köln ist die deutsche Einheit der DER Touristik Group und gehört damit zur Touristiksparte der  Rewe. Unter dem Dach der  DER Touristik Deutschland bündeln sich Veranstalter wie ITS, Jahn Reisen, Travelix, DERTOUR, Meiers Weltreisen, Clevertours und ADAC Reisen.  Der Vertrieb über die eigenen Reisebüros erfolgt über die DER Deutsches Reisebüro GmbH & Co. OHG.

## Geschichte
Ende der 1980er Jahre stieg die Rewe Group in die Touristik ein und baute neben ihrem Kerngeschäft, dem Lebensmittelhandel, die Touristik als weiteren Bereich auf.
Der Einstieg begann 1988 mit dem Kauf der Atlas Reisebüro GmbH und dem Ausbau der Agenturen. Im Jahr 1995 erfolgte die Übernahme von ITS Reisen von der Kaufhof AG. Nach dem Erfolg von ITS Reisen in Deutschland erfolgte 1998 die Gründung des Direkt-Vermarkters ITS Billa Reisen in Österreich. 2000 übernahm die Rewe Group die Deutsches Reisebüro GmbH (DER) von der Deutschen Bahn AG, zu der der Reiseveranstalter DERTOUR, die DER Reisebüros und DER Business Travel gehörten. Ebenfalls kamen die Derpart-Kooperationspartner sowie eine Mehrheitsbeteiligung (51 %) an ADAC Reisen durch DERTOUR dazu.
Ein Jahr später kaufte die Rewe Group die LTU Touristik GmbH mit den Pauschalreiseveranstaltern Jahn Reisen, Tjaereborg und Meier's Weltreisen sowie einer Beteiligung an der Airline LTU zu 40 %. Des Weiteren erfolgte der Start des ATLAS-REISEN-Franchise-Systems, die Übernahme der TourContact GmbH durch LTU Touristik und die Gründung der Reisebüro Service Gesellschaft (RSG). Die Gründung von ATLAS REISEN Österreich und des Veranstalters LTU Touristik führten zum Ausbau des österreichischen Marktes. Mit der Gründung der Rewe Travel New Media GmbH (RTNM), dem Betreiber von AVIGO, stieg die Touristik der Rewe Group in den Online-Vertrieb ein. 2002 beteiligte sich die LTU Touristik an der Reisebürokooperation ProTours AG (25,1 Prozent) und die Hotelbetreibergesellschaft LTU Touristik Hotels & Investments wurde gegründet.
Mit der Gründung des russischen Reiseveranstalters ITourS mit der Marke ITS im Jahr 2003 erschloss die LTU Touristik den osteuropäischen Markt. Zwischenzeitlich hat sich die REWE Touristik aus dem russischen Markt zurückgezogen. 2006 wurden die österreichischen Veranstaltermarken ITS Billa Reisen und Jahn Reisen Österreich in die neu gegründete REWE Austria Touristik GmbH eingegliedert. Es folgte die Umfirmierung der LTU Touristik GmbH in REWE Touristik GmbH. Nach dem verlustreichen Geschäft mit der LTU trennte sich die Rewe Touristik von ihren LTU-Anteilen.
Im darauf folgenden Jahr wurde für den Direktvertrieb der Veranstalter clevertours.com gegründet, welcher für Großkunden auftritt und unter anderem mit den Marken Rewe Reisen und Penny Reisen am deutschen Reisemarkt vertreten ist. Durch den anhaltenden Trend des „Dynamic Packaging“ in der Touristik, entstanden von 2008 bis 2012 die Marken Tjaereborg INDI, ITS INDI sowie Jahn Reisen INDI. 2012 übernahm der Veranstalter 51 Prozent der Exim Holding a.s. mit Sitz in Prag. Am 22. Juni 2015 gab die Kuoni Group den Verkauf ihres Reiseveranstaltergeschäfts an die Rewe Group bekannt.

## Umbenennung
Am 12. April 2013 folgte die Umbenennung von Rewe Touristik GmbH in DER Touristik Köln Gesellschaft mbH. Dieser Schritt wurde durch den neuen und gemeinsamen Auftritt der gesamten DER Touristik notwendig. Seitdem finden sich auf allen Publikationen der Vertriebsmarken kleine Tags mit dem Hinweis „DER Touristik“. Auch wurden Websites und Flughafenschalter gemeinsam mit der DER Touristik Frankfurt (Dertour, Meiers Weltreisen, ADAC Reisen) vereinheitlicht. Am 1. August 2017 erfolgte neben einer Kapitalerhöhung eine weitere Umbenennung in  DER Touristik Deutschland GmbH, womit gleichzeitig die Aktivitäten der DER Touristik Köln Gesellschaft mbH und der DER Touristik Frankfurt GmbH zusammengelegt wurden, sodass die DER Touristik Deutschland seitdem für alle deutschen Vertriebsmarken zuständig ist.

## Reiseveranstalter
- Pauschalreiseveranstalter: ITS, Jahn Reisen und Travelix ehemals Tjaereborg
- Direktveranstalter: clevertours.com[3]
- Bausteinveranstalter: Dertour, Meiers Weltreisen, ADAC Reisen

## Reisebüros
Die DER Touristik umfasst über 2.600 Reisebüros:
- eine konzerneigenen Kette für das Privatkundengeschäft: DER Reisebüro (Deutsches Reisebüro)(dazu zählen seit 2013 im Markenauftritt auch alle ATLASREISEN-Niederlassungen)
- die konzerneigene Kette für Geschäftsreisen FCM Travel Solutions
- das Franchisesystem DER Touristik Partner (vormals ATLASREISEN Partner-Unternehmen)
- das Franchisesystem DERPART, an dem aber auch die einzelnen Franchisenehmer beteiligt sind

Hinzu kommt noch die Reisebüroservicegesellschaft (RSG) als Dachgesellschaft für fünf Reisebürokooperationen. Sie umfasst insgesamt 1.400 Reisebüros, die einen Jahresumsatz von insgesamt 915 Mio. Euro erwirtschaften (Stand: 31. Dezember 2006). Die Reisebüros dieser Kooperationen sind in aller Regel inhabergeführte Reisebüros und weisen keine gesellschaftsrechtliche Verbindung zur Rewe Group auf:
- Deutscher Reisering, etwa 100 Mitglieder
- Pro Tours GmbH / RCE GmbH, etwa 650 Mitgliedsbüros und der Online-Vertriebsmarke mondino.de
- Tourcontact, eine GmbH & Co. KG, wobei die Anteile der Verwaltungs GmbH im Jahr 2000 voll an die LTU Touristik übertragen wurden, somit große Rewe-Nähe.
- etwa 50 Gesellschafter-Reisebüros sowie 65 Partner und Bonuspartner

Avigo.de ist eine Online-Vertriebsmarke der DER Touristik. Avigo.de wurde von REWE Travel New Media GmbH (RTNM) als Full-Service Reiseportal konzeptioniert, gemeinsam mit Nexum (ein weiteres Rewe Unternehmen) gebaut und bis 2006 von der RTNM betrieben. Seit Juli 2006 wird das Online-Portal von DER Touristik Frankfurt GmbH betrieben, die REWE Travel New Media GmbH wurde zwischenzeitlich aufgelöst.
Seit 2013 wir die Online-Vertriebsplattform "DER.com" fokussiert. In dieser werden Offline- und Online-Reisevertrieb zusammengeführt, um von beiden Vorteilen zu partizipieren.

## DER Touristik Hotels
Der Bereich DER Touristik Hotel & Investments (DTH) (vormals RTH) umfasst den CLUB CALIMERA, die PrimaSol Hotels und die 21 lti hotels. Insgesamt verfügt die DTH über 62 Hotels und 2 Schiffe.

### lti hotels
Im Jahre 1989 hat die Ferienfluggesellschaft LTU auch erste Hotels unter Vertrag genommen. Die lti hotels betreibt inzwischen 21 Hotels in Ägypten, Bulgarien, Griechenland, Kenia, Marokko, Portugal, Spanien, Tunesien, Türkei und Venezuela. Die lti hotels werden von der DER Touristik Köln Zentrale mit 21 Mitarbeitern verwaltet.